# Berliner BC 03
Berliner BC 03 – niemiecki klub piłkarski, mający siedzibę w mieście Berlin, w stolicy kraju.

## Historia
Chronologia nazw:
- 1903: Berliner BC 03
- 1921: klub rozformowano - po fuzji z SV Brandenburg 92 Berlin, w wyniku czego powstał BBC Brandenburg 92 Berlin

Piłkarski klub Berliner BC 03 został założony w Berlinie 18 listopada 1903 roku. W sezonie 1903/04 zespół startował w Verband Berliner Ballspiel-Vereine 2. Klasse, gdzie zajął drugie miejsce i awansował do Verband Berliner Ballspiel-Vereine 1. Klasse. W następnym sezonie spadł do 2. Klasse, ale po roku wrócił znów do 1. Klasse, w której grał do 1918. Od sezonu 1918/19 występował w drugiej lidze Brandenburgii. W 1914 klub dotarł do półfinału nieligowych Mistrzostw Niemiec, gdzie został pokonany w czasie dodatkowym 3:4 przez przyszłego mistrza SpVgg Fürth. W tym czasie klub również grał w rozgrywkach o Berliner Landespokal (Puchar Berlina), gdzie dotarł do finału w 1907 i 1909 roku, jednak w oba mecze zakończyły się porażkami od BFC Viktoria 1889 (0:2, 0:4).
22 lipca 1921 roku klub zaprzestał istnieć, po połączeniu z SV Brandenburg 92 Berlin, w wyniku czego powstał BBC Brandenburg 92 Berlin, który grał w sezonie 1924/25 w Oberliga Berlin.

## Sukcesy

### Trofea międzynarodowe
Nie uczestniczył w rozgrywkach europejskich (stan na 31-05-2016).

### Trofea krajowe
| \| \| Zdobyte trofea w rozgrywkach Niemiec (stan na: 31-03-2017) \| |                                                            |      |          |
| Rozgrywki                                                           | Osiągnięcie                                                | Razy | Sezon(y) |
| · Mistrzostwo                                                       | I miejsce                                                  | 0    |          |
| · Mistrzostwo                                                       | II miejsce                                                 | 0    |          |
| · Mistrzostwo                                                       | III miejsce                                                | 1    | 1914     |
| Puchar                                                              | zdobywca                                                   | 0    |          |
| Puchar                                                              | finalista                                                  | 0    |          |
| · II liga                                                           | I miejsce                                                  | 0    |          |
| · II liga                                                           | II miejsce                                                 | 0    |          |
| · II liga                                                           | III miejsce                                                | 0    |          |
| Niemcy                                                              | Zdobyte trofea w rozgrywkach Niemiec (stan na: 31-03-2017) |      |          |

- Verband Brandenburgischer Ballspiel-Vereine 1. Klasse:
  - mistrz: 1914
- Berliner Landespokal:
  - finalista: 1907, 1909

## Stadion
Klub rozgrywał swoje mecze domowe na stadionie przy Chauseestraße/Markgrafenstraße w Berlinie.